# Micro Mouse
Micro Mouse è un videogioco sviluppato dall'azienda britannica MC Lothlorien e pubblicato nel 1989 per Amstrad CPC, Commodore 64 e ZX Spectrum dalla Mastertronic con il marchio Mastertronic Plus. Ha per protagonista un minuscolo topo che si aggira sulle piste di un circuito stampato.
Il titolo appare anche come Micromouse in una schermata introduttiva Commodore 64 o Micro Mouse Goes De-Bugging in quelle Amstrad e Spectrum. La MC Lothlorien aveva prodotto un altro videogioco intitolato Micro Mouse Goes De-Bugging nel 1983, per C64, Spectrum e ZX81, ma a parte la tematica del topo all'interno di un computer si tratta di un gioco completamente diverso.

## Modalità di gioco
Il giocatore controlla il topolino, descritto come un microscopico robot riparatore, lungo le piste orizzontali e verticali del circuito stampato, che formano un labirinto grande come alcune schermate. La visuale è dall'alto, con scorrimento verticale in entrambi i versi. Scopo del gioco è riparare le piccole bruciature che possono formarsi in qualunque punto delle piste, raccogliendo pezzi di pista di ricambio e posizionandoli al posto del danno, fino alla completa riparazione del circuito.
Lungo le piste si aggirano tre tipi di micro robot nemici, tutti da evitare in quanto sottraggono energia al topo se lo toccano:
- Pulser che si muovono in modo casuale;
- Homer che inseguono attivamente il topo;
- Driller che possono anche danneggiare il circuito creando nuove bruciature.

I pezzi di ricambio si possono raccogliere da alcune stazioni apposite sparse per il circuito, marcate da una croce rossa. Per riparare ogni danno serve un pezzo della giusta forma, tenendo conto di orientamento e snodi della pista nel punto danneggiato. Il topo può trasportare un solo pezzo alla volta, mostrato in una finestrella nell'area informativa sotto l'area di gioco, e per cambiarlo con un altro di quelli disponibili può passare nuovamente sopra la croce rossa. 
L'area informativa comprende anche un indicatore dell'energia del topo, delle vite, del danno totale da riparare, e del tempo totale a disposizione.

## Accoglienza
Le riviste britanniche Sinclair User 100 e Your Sinclair 55 giudicarono piuttosto negativamente la versione Spectrum, descrivendola come ripetitiva e noiosa. 
Amstrad Action 57 giudicò nel complesso mediocre la versione Amstrad, evidenziando in particolare l'ottima musica introduttiva ma l'impossibilità pratica di evitare i nemici dovuta alla limitata libertà di movimento.